# Египатски језик
Египатски језик је најстарији познати језик Египта, и огранак афро-азијске језичке породице. Најстарији пронађени записи египатског датирају из периода око 3400 п. н. е, што га чини најстаријим записаним језиком, поред сумерског језика.
Египатским језиком се говорило све до 17. века нове ере у облику коптског језика. Званични језик савременог Египта је египатски арапски, који је постепено заменио коптски као језик у свакодневној употреби након муслиманског освајања Египта.
Коптски се и дан данас користи као литургијски језик Коптске оријентално-православне цркве. Данас постоји велики број говорника који говоре течно коптски.

## Класификација
Египатски припада афро-азијској језичкој породици, која је раније била позната као хамито-семитска. Међу типолошким карактеристикама које показују да египатски заиста припада афро-азијској језичкој породици су: морфологија карактеристична за фузијске језике, консонантни лексички корени, бројни наглашени сугласници, тровокални систем /a i u/, номинални суфикс женског рода *-„at“, номинално „m“-, придевско *-„ī“, и карактеристични глаголски афикси. Што се тиче осталих грана афро-азијске језичке породице, египатски дели највише сличности са семитским језицима, берберским језицима и кушитским језицима.
У египатском језику, изражени прото-афро-азијски консонанти */d z ð/ су се развили у <ꜥ> /ʕ/, нпр. ꜥ„r.t“ (портал), сем. *„dalt“ (врата). Афро-азијско */l/ се спојило са египатским <n>, <r>, <ꜣ>, и <j> у дијалекат на којем се заснивао писани језик, док је, с друге стране, сачувано у другим варијететима египатског језика. оригинални */k g ḳ/ су палатализовани у <ṯ j ḏ> у неким областима, док су у другима сачувани као <k g q>.
Египатски језик има доста дворадикалних и једнорадикалних корена, док семитски језици преферирају трорадикалне корене. Египатски језик је вероватно због тога архаичан, док су семитски језици касније били лакше прилагођени кроз претварање корена у трорадикални образац.
Иако је египатски најстарији афро-азијски језик икада записан, његов морфолошки репертоар се веома разликује од остатка афро-азијских и семитских језика. Ово показује могућност да је египатски већ раније био подложан радикалним променама у односу на прото-афро-азијски пре него што је био записан, да је афро-азијско племе до сада било проучавано само кроз семитоцентрични приступ, или да афро-азијска група језика представља крајње типолошку, а не генетичку групу језика. (Општи консензус приказује да је афро-азијска група стварно генетички груписана, и да се египатски доста развио у односу на своју пређашње незабележену варијанту, иако готово сигурно постоји семитска пристрасност што се тиче реконструкције афро-азијског језика.)

## Историја
Научници деле египатски језик на шест хронолошких група:
- Архаични египатски језик (пре 2600. п. н. е, језик раног династичног периода Египта)
- Староегипатски језик (2686 – 2181 п. н. е, језик Старог краљевства)
- Средњоегипатски језик (2055 – 1650. п. н. е.), језик Средњег краљевства (2055 – 1650 п. н. е, мада је био у употреби све до почетка 18. династије све до Аменхотепа Трећег, Ехнатона и периода Амарне. (1353. п. н. е.), а као књижевни језик чак до 4. века п. н. е.).
- Касноегипатски језик (1069 – 700 п. н. е, карактеришући Трећи прелазни период Старог Египта (1069 – 700. п. н. е.), почевши чак у периоду Амарне (1353. п. н. е.)).
- Демотски египатски (7 в. п. н. е.– 5 в. н. е, који се користио од касног периода египатског царства, све до римске владавине Египтом.)
- Коптски језик (1– 17 в. н. е, који се користио од почетка римске владавине па све до раних модерних времена.)

Египатско писмо је облик ознака и знакова који датирају још 3200. п. н. е. Ови рани текстови су углавном повезани под термином архаични египатски.
Године 1999., Археолошки магазин је изјавио да најранији египатски глифови датирају из периода 3400 п. н. е, што "... баца сумњу на веровање да су рани логографи, пиктографски симболи који представљају одређено место, предмет или количину прерасли у комплексне фонетске симболе првобитно у Месопотамији."
Староегипатским језиком се говорило око 500 година, од 2600. п. н. е. па надаље. Средњоегипатским се говорило од око 2000. п. н. е. и наредних 700 година, када се јавља касноегипатски језик; Средњоегипатски је, међутим, као писани језик преживео све до првих векова нове ере, као што је преживео и латински у средњем веку, или класични арапски данас. Демоски египатски се појавио око 650 п. н. е, и преживео је као говорни језик све до 5. века нове ере. Коптски језик се појавио у 4. веку нове ере, и остао је као живи језик све до 16. века нове ере, када су европски научници допутовали у Египат ради учења језика од изворних говорника током ренесансе. Верује се да је у сеоским областима Египта преживео као говорни језик и наредних пар векова. Мемфиски дијалект коптског језика се и дан данас користи у египатским хришћанским црквама.
Стари, средњи и касноегипатски језици су сви били писани египатским хијероглифима и хијератским писмом. Демоски језик је писан писмом насталим из хијератског писма; његов настанак је на неки начин сличан настанку садашњег арапског писма, и такође је писан здесна налево (иако ова два језика ни у ком случају нису у сродству). Коптски је писан коптским алфабетом, који је модификована верзија грчког алфабета са бројним симболима преузетим из демоског писма за гласове који су у старогрчком били непосотјећи.
Арапски је постао језик египатске политичке администрације убрзо након арапских освајања у 7. веку н.е, те је постепено заменио коптски језик којим је говорио народ. Данас коптски постоји једино као литургијски језик коптске оријентално-православне цркве и Коптске католичке цркве.
Библија садржи број речи за које научници сматрају да су египатског порекла. Класичан пример овога је Zaphnath-Paaneah, египатско име дато Јосифу, Јакобовом сину.

## Дијалекти
Пре-коптски египатски не показује велике дијалекатске разлике у писаном језику, с обзиром да је египатско друштво било крајње централизовано. Међутим, нема сумње да су они постојали у говорном језику; ово је оправдано и писмом из периода отприлике 1200 п. н. е, у којем је евидентирана жалба аутора да је разговор између Египћана са севера и Египћана са југа скоро па немогућ. Релативно скоро су пронађени докази о неким интерним дијалектима кроз парове сличних речи у египатском које су, ослањајући се на сличности са каснијим коптским дијалектима, највероватније настале из северних и јужних египатских дијалеката. Писани коптски има пет главних дијалеката који се разликују углавном у графичким скуповима, који су најприметнији у јужно-саидијском дијалекту који је био главни класични дијалект, и северном бохаирском дијалекту, који се данас користи при коптским црквеним службама.

## Ортографија
Већина преживелих текстова на египатском језику су првобитно написани на камену египатским хијероглифима. Међутим, у стара времена, већина текстова је писана на папирусу хијератским, а касније демотским писмом, мада су они данас изгубљени због непостојаности папируса. Такође, постојао је и облик курзивног хијероглифског писма који се користио при писању религијских докумената на папирусу, као што је Египатска књига мртвих у периоду Рамзеса; ово писмо је било једноставније за писање од хијероглифа, али није било толико курзивно као хијератско, с обзиром да се није користило доста лигатура. Такође, постојао је велики број хијератских писања на камену, лапидарних хијератских писања. У крајњем стадијуму развитка језика, коптски алфабет је заменио старији писани облик. Изворно име за египатско хијероглифско писмо је „sẖꜣ n mdw nṯr“ или „писање божјих речи“. Хијероглифи се у египатским текстовима користе на два начина: као идеограми, који представљају идеју приказану сликом; и као фонограми који носе своју фонетску вредност.
С обзиром да фонетска реализација египатског језика не може бити потврђена са сигурношћу, египтолози користе систем транслитерације да би окарактерисали сваки звук који би хијероглиф могао да представља. Два система који се и данас користе су традиционални систем и европски систем; такође, постоји и трећи систем који се користи за компјутерску обраду.

## Фонологија
Иако се консонантна фонологија египатског језика може реконструисати, његове тачне фонеме су нама непознате, и постоје различита мишљења о томе како класификовати поједине фонеме. Такође, с обзиром да је египатски језик бележен током цела два миленијума, и да су архаичне и позне фазе одвојене истом количином времена као и латински и модерни италијански, морамо претпоставити да је сигурно дошло до одређених фонетских промена током тог времена.
Фонетски, египатски садржи лабијалне (уснене), алвеоларне (надзубне), палаталне (предњонепчане), веларне (задњонепчане), увуларне (треперне), фарингалне и глоталне консонанте, слично као и арапски језик. Такође садржи безвучне и звучне сугласнике, као што је случај и са осталим афро-азијским језицима, иако је непознато како су тачно звучни сугласници били изоговарани. Једно рано истраживање је показало да је пауза пре изговора била један од начина наглашавања, али се сада верује да је се то односи на тенуисне (неизговорене плозивне и африкативне гласове) и наглашене серије, као што је случај и са већином семитских језика, или током пауза за издах и удах, као код кушитских језика.
С обзиром да вокали нису били писани, реконструкција египатског вокалног система је крајње несигурна, пошто се углавном ослања на доказе коптских и других транскрипција египатских имена и топонима. Египатска вокализација је делом позната, углавном кроз реконструкцију кроз коптски језик, у којем су вокали писани. Записи египатских речи у другим језицима нам пружају додатни извор доказа. Писарске грешке нам дају најбоље доказе о променама у изговору током времена. Стварни изговор реконсруисан на тај начин користе само одређени језички стручњаци. За остале употребе се користи египатски изговор, који је, наравно, вештачки, те често не показује много сличности са идејом како се египатски изговарао.

### Сугласници
Следећи консонантни систем се користи за архаични (пре 2600. п. н. е.) и староегипатски (2686 – 2181. п. н. е.):
|               |          | Лабијални | Дентални | Посталвеоларни | палатални | Веларни | Увуларни | Ждрелни | Глотални |
| ------------- | -------- | --------- | -------- | -------------- | --------- | ------- | -------- | ------- | -------- |
| Назална пауза |          |           |          |                |           |         |          |         |          |
| Пауза         | безвучни |           |          |                |           |         | *        |         |          |
| Пауза         | звучни   |           | *        |                | *         | *       |          |         |          |
| Фрикативни    | безвучни |           |          |                |           |         |          |         |          |
| Фрикативни    | звучни   |           | *        |                |           |         | ꜣ (3)    | ꜥ (ʻ)   |          |
| Апроксиманти  |          |           |          |                |           |         |          |         |          |
| Вибрантни     |          |           |          |                |           |         |          |         |          |

Фонема /l/ није имала самостални облик у хијероглифској ортографији, и често је писана са знаком за /n/ или /r/. Могуће је објашњење да је стандардни писани египатски био заснован на дијалекту у којем се /l/ спојило са осталим сонорантима. /ʔ/ се ретко јављало и такође није имало ортографски симбол. Фонема /j/ је писана као <j> у основном облику (<jt> = */'ja:tvj/ 'отац') одмах након наглашеног самогласника (<bjn> = */'ba:jin/ (лош)), као <jj> реч-непосредно испред наглашеног самогласника (<ḫꜥjjk> = */χaʕ'jak/ (појавићеш се)), и, напокон, као непостојећа (Ø) реч (<jt> = */'ja:tvj/ (отац)).
У средњоегипатском (2055 – 1650. п. н. е.), десиле су се многе консонантне замене. До почетка периода Средњег краљевства, /z/ и /s/ су се спојили, и графеме <s> и <z> се користе наизменично. Такође, /j/ је постало /ʔ/ реч-првобитно у ненаглашеном слогу (нпр. <jwn> */ja'win/ > */ʔa'win/ (боја)) и прати наглашени слог (нпр. <ḥjpw> */'ħujpvw/ > /'ħeʔp(vw)/ (бог Апис)).
У касноегипатском (1069 – 700. п. н. е.), јављају се следеће промене: фонеме /d ḏ g/ су се постепено спојиле са својим супротним (по звучности) фонемама /t ṯ k/ (<dbn> */'di:ban/ > акадска транскрипција ti-ba-an 'dbn-weight'); /ṯ ḏ/ су често коришћене као /t d/, иако су остале у многим лексемама; /ꜣ/ постаје /ʔ/; а /t r j w/ постају /ʔна крају наглашеног слога, да би постале непостојећа (Ø) реч(e.g. <pḏ.t> */'pi:ɟat/ > акадска транскрипција -pi-ta (лук)).
До више консонантних промена је дошло у првом миленијуму пре нове ере и првих векова нове ере, што доводи до стварања коптског језика (1– 17. век нове ере). У сахидском /ẖ ḫ ḥ/ се спајају у ϣ /š/ (најчешће из /ḫ/) и ϩ /h/ (најчешће /ẖ ḥ/). Бохаирски и ахмимски дијалекти су више конзервативни, с обзиром да имају и веларни фрикатив /x/ (ϧ у бохаирском, ⳉ у ахмимском). Фарингално */ꜥ/ прераста у глотално /ʔ/, након што је утицало на квалитет околних самогласника. /ʔ/ се приказује само ортографски када прати наглашен самогласник, у којем случају се означава дуплирањем наглашеног самогласника (осим у бохаирском), нпр. ахмимски ⳉⲟⲟⲡ /xoʔp/ сахидски и ликополитански ϣⲟⲟⲡ /šoʔp/, бохаирски ϣⲟⲡ /šoʔp/ (бити) < ḫpr.w */'χapraw/ (је постао). Још увек има доказа да је бохаирски имао фонемску глоталну паузу, видети Лопријено 1995 harvnb грешка: више циљева (2×): CITEREFЛопријено1995 (help)</ref> Фонема ⲃ /b/ се највероватније изговарала као фрикатив [β], и постала је ⲡ /p/ након наглашених самогласника у слоговима који су били затворени у ранијим варијантама египатског језика (упоредити ⲛⲟⲩⲃ < */'na:baw/ (злато) и ⲧⲁⲡ < */dib/ (рог)). Фонеме /d g z/ се налазе само у речима позајмљеним из грчког језика, са ретким случајевима које узрокује близина слова /n/ (нпр. ⲁⲛⲍⲏⲃⲉ/ⲁⲛⲥⲏⲃⲉ < ꜥ.t n.t sbꜣ.w (школа)).
Раније фонеме */d ḏ g q/ су сачуване као ејективни /t' c' k' k'/ у пре-вокалном положају у коптском језику. Упркос чињеници да су писани истим графемама као и паузе (ⲧ ϫ ⲕ), њихово постојање се може закључити на основу следећих доказа: Паузе ⲡ ⲧ ϫ ⲕ /p t c k/ су биле алофонички аспириране ([pʰ tʰ cʰ kʰ]) пре наглашених самогласника и сонорантних консонаната. У бохаирском су ови алофони писани специјалним графемама <ⲫ ⲑ ϭ ⲭ>, док други дијалекти нису обележавали аспирацију, што се види у примеру разлике између сахидског ⲡⲣⲏ и бохаирског ⲫⲣⲏ (сунце). У другим дијалектима су ове графеме биле писане само за групе пауза +/h/ и нису коришћене за аспирате, видети Лопријено 1995 harvnb грешка: више циљева (2×): CITEREFЛопријено1995 (help)</ref> Тако можемо тврдити да бохаирски дијалекат не бележи аспирацију за рефлексе старијих */d ḏ g q/, нпр. Сахидски и бохаирски ⲧⲁⲡ */dib/ (рог). Слично томе, одређени члан ⲡ није аспирисан када се налази испред речи која почиње глоталном паузом, нпр. бохаирски ⲡ + ⲱⲡ > ⲡⲱⲡ (рачун).
Консонантни систем коптског језика:
|                 |                 | Лабијални | Дентални | Палатални | Веларни | Глотални |
| --------------- | --------------- | --------- | -------- | --------- | ------- | -------- |
| Назални (пауза) | Назални (пауза) | ⲙ         | ⲛ        |           |         |          |
| Пауза           | безвучни        | ⲡ (ⲫ)     | ⲧ (ⲑ)    | ϫ (ϭ)     | ⲕ (ⲭ)   | *        |
| Пауза           | ејективни       |           | ⲧ        | ϫ         | ⲕ       |          |
| Пауза           | звучни          |           | ⲇ        |           | ⲅ       |          |
| Фрикативни      | безвучни        | ϥ         | ⲥ        | ϣ         | (ϧ, ⳉ)  | ϩ        |
| Фрикативни      | звучни          | ⲃ         | ⲍ        |           |         |          |
| Апроксиманти    | Апроксиманти    | (ⲟ)ⲩ      | ⲗ        | (ⲉ)ⲓ      |         |          |
| Вибранти        | Вибранти        |           | ⲣ        |           |         |          |

### Самогласници
Систем самогласника у раноегипатском језику:
|           | Предњи | Задњи |
| --------- | ------ | ----- |
| Затворени |        |       |
| Отворени  |        |       |

Самогласници су увек били кратки у ненаглашеним слоговима (нпр. tpj = */taˈpij/ (први)), дуги у наглашеним слоговима(нпр. rmṯ = */ˈraːmac/ (човек)), а кратки или дуги у затвореним наглашеним слоговима (нпр. jnn = */jaˈnan/ (ми) или. mn = */maːn/ 'остати').
Касно Ново краљевство, након Рамзеса II у периоду око 1200. п. н. е.: */ˈaː/ > */ˈoː/ , нпр. ḥrw „(бог) Хорус“ */ħaːruw/ > */ħoːrə/ (акадска транскрипција: -ḫuru). Ово је изазвало */uː/ > */eː/, нпр. šnj (дрво) */ʃuːn?j/ > */ʃeːnə/ (акадска транскрипција: -sini).
Рано Ново краљевство: крати наглашени */ˈi/ > */ˈe/, нпр. mnj (Менес) */maˈnij/ > */maˈneʔ/ (акадска транскрипција: ma-né-e). Касније, вероватно у периоду око 1000–800 п. н. е, кратки наглашени */ˈu/ > */ˈe/, нпр. ḏꜥn.t (Танис) */ˈɟuʕnat/ је преузето у хебрејском језику *ṣuʕn али је касније транскрибована као ṣe-e'-nu/ṣa-a'-nu у нео-асирском периоду.
Ненаглашени самогласници, посебно након наглашених, постали су */ə/, нпр. nfr (добар) */ˈnaːfir/ > */ˈnaːfə/ (акадска транскрипција -na-a-pa). */iː/ > */eː/ поред /ʕ/ и /j/, нпр. wꜥw (војник) */wiːʕiw/ > */weːʕə/ (рана акадска транскрипција: ú-i-ú, касније: ú-e-eḫ).
|           | Предњи | Централни | Задњи |
| --------- | ------ | --------- | ----- |
| Затворени |        |           |       |
| Средњи    |        |           |       |
| Отворени  |        |           |       |

У сахидском и бохаритском коптском језику, оно што је у старом египатском било наглашено, */ˈа/ постаје */ˈo/ и */ˈe/ постаје /ˈa/, док су у другим дијалектима они сачувани, нпр. sn */san/ (брат) > SB <son>, ALF <san>; rn (име) */rin/ > */ren/ > SB <ran>, ALF <ren>. Међутим, SB чува */ˈa/ а фајумитски га прилагођава као < e > у близини котрљајућих фрикатива, нпр. ḏbꜥ '10000' */ˈbaʕ/ > SAL <tba> B <tʰba> F <tbe>. у ахмимитском и ликополитанском, */ˈa/ постаје /ˈo/ испред етимолошког /ʕ ʔ/, нпр. jtrw (река) */ˈjatraw/ > */jaʔr(ə)/ > S <eioor(e)> B <ior> A <ioore, iôôre> F <iaal, iaar>. Тако и дифтонзи */ˈaj/, */ˈaw/, који су углавном рефлективни (/ˈoj/, /ˈow/) у сахидском и који су сачуваниу другим дијалектима, у бохаритском се пишу <ôi> и <ôou>, нпр. „мени, њима“ S <eroi, eroou> AL <arai, arau>, F <elai, elau>, B <eroi, erôou>. Сахидски и бохаритски чувају */ˈe/ испред /ʔ/, нпр. SB <ne> /neʔ/ (теби) (ж.р.)' < */ˈnet/ < */ˈnic/. */e/ такође може имати другачије рефлексиве изпред сонанта, близу сибиланта и дифтонга.
Старо */aː/ се појављује као /uː/ после назала и понекад других консонаната, нпр. nṯr (бог) */ˈnaːcar/ > /ˈnuːte/ <noute> /uː/ је добило фонемски статус, што се види у минималним паровима као 'прићи' <hôn> /hoːn/ < */ˈçaːnan/ ẖnn и 'унутра' <houn> /huːn/ < */ˈçaːnaw/ ẖnw. Етимолошки, */uː/ > */eː/ се често појављује као /iː/ поред /r/ и након етимолошких фарингала, нпр. SL <hir> < */χuːr/ (улица) (семитска позајмљеница).
Већина коптских дијалеката има два фонемска самогласника у ненаглашеној позицији. Ненаглашени самогласници углавном прерастају у /ə/, пишу се као <e> или као Ø (<i> у бохаритском и фајумитском је то реч-напокон), али претонско ненаглашено /a/ се јавља као рефлексив раније ненаглашеног самогласника */e/ у близини етимолошког фарингала, велара, или сонанта (нпр. „постати бројан“ <ašai> < ꜥšꜣ */ʕiˈʃiʀ/), или ненаглашено */a/. Претонско [i] је дефинитивно /əj/, нпр. S „ibis“ <hibôi> < h(j)bj.w */hijˈbaːj?w/.
Ово је сахидски систем самогласника из периода око 400 г. н.е.:
|           | Наглашен | Наглашен | Ненаглашен |
|           | Предњи   | Задњи    | Централни  |
| --------- | -------- | -------- | ---------- |
| Затворени |          |          |            |
| Средњи    |          |          |            |
| Отворени  |          |          |            |

### Фонотактици
Рани египатски језик је имао слоговну структуру CV(:)(C), где је V отворен, наглашен сугласник, а свуда другде кратак. Такође, слогови типа CV:C или CVCC се могу десити на крају речи, који је наглашен. Међутим, CV:C се јавља само у инфинитиву двоконсонантних корена глагола, а CVCC само у множини. У каснијем египатском језику наглашени CV:C, CVCC, и CV су постали чешће употребљивани због губљења крајњих зубних клизних слова.

### Наглашавање
Рани египатски: претпоследњи или крајњи. Према неким научницима, ово се развило из једне фазе прото-египатског језика где се претпоследњи слог може нагласити; ово се касније изгубило, нпр. **/'χupiraw/ > */'χupraw/ „трансформација“.

### Египтолошки изговор
Према конвенцији, египтолози користе „египтолошки изговор“ у енглеском, у којем су консонантима дата одраничена значења, а самогласници су убачени у речи према одређеним правилима. Два консонанта, елиф (у арапском, слово ا) и ајн (у арапском, слово ع), углавном се изговарају као . Јод се изговара као , и „w“ . Међу другим консонантима,  се касније убацује. Према томе, на пример, име египатског краља је најтачније транслитерирано као „Rꜥ-ms-sw“ а транскрибовано је као „Рамсез“, што значи „Ра га је Створио“ (буквално „Родио га је“). Према лингвистичкој транскрипцији, ⟨a⟩, ⟨i⟩, и ⟨u⟩ сви представљају консонанте; на пример, име Тутанкамон (1341 – 1323. п. н. е.) је на египатском писано „ twt-ꜥnḫ-ı͗mn“. Стручњаци су дали одређене вредности овим знаковима да би били уверљиви, али ове вештачке вредности не треба сматрати египатским, нити да је икада током времена тако изговарано. На пример, „ twt-ꜥnḫ-ı͗mn“ се углавном изговара /tuːtən.ˈkɑːmən/ на енглеском, али је у његово време највероватније изговарано Шаблон:IPA-sem.

## Граматика

### Морфологија
Египатски је веома типичан афро-азијски језик. У срцу египатског вокабулара је троконсонантни корен. Некада их је било само два, на пример rꜥ Шаблон:IPA-sem „сунце“ (док се сматра да је  било нешто као наглашени фарингални фрикатив), али су чести били и велики корени, који су некада имали чак и 5 чланова sḫdḫd „бити наопако“. Самогласници и остали консонанти су затим убацивани у консонантни костур ради деривације различитих значења, као што се то чини у арапском, хебрејском и осталим афро-азијским језицима данас. Међутим, с обзиром да самогласници нису били записани ни једним египатским писмом осим у коптском, тешко је реконструицати посебне форме речи; отуда ортографско stp „изабрати“, на пример, може представљати пасив(с обзиром да статив, то јест интранзитив на крају може бити остављен необјашњен) или имперфектни глаголски облик, па чак и глаголску именицу(нпр., „бирање“).

#### Именице
Египатске именицуе могу бити мушког или женског рода (што се у осталим афро-азијским језицима разликује додавањем „-t“), и у једнини, множини („-w / -wt“), или дуалу („-wy / -ty“).
Чланови (и одређени и неодређени) се нису развили све до староегипатског, али су касније широко развијене.

#### Заменице
Египатски има три врсте личних заменица: суфикси, енклитике, (које египтолози називају „зависним“) и независне заменице. Такође садржи број и граматичких крајева који се додају инфинитиву ради стварања статива, то јест интранзитива, које неки лингвисти сматрају  четвртом врстом личних заменица. Имају велику сличност са заменицама у семитским и берберским језицима. Три главне врсте личних заменица су следеће:
|                  | Суфикс | Зависни | Независни |
| 1. л. једн..     | -ı͗     | wı͗      | ı͗nk       |
| 2. л. једн. м.р. | -k     | tw      | ntk       |
| 2. л.једн.ж.р.   | -t     | tn      | ntt       |
| 3. л.једн. м.р.  | -f     | sw      | ntf       |
| 3. л.јенд.ж.р.   | -s     | sy      | nts       |
| 1. л.мн.         | -n     | n       | ı͗nn       |
| 2. л.мн.         | -tn    | tn      | nttn      |
| 3. л.мн.         | -sn    | sn      | ntsn      |

Такође има и показне заменице (ово, оно, ови и они), у мушком и женском роду, и у множини:
| м. р. | ж. р. | мн. |                                                            |
| ----- | ----- | --- | ---------------------------------------------------------- |
| pn    | tn    | nn  | „ово, оно, ова, она“                                       |
| pf    | tf    | nf  | „овај, ови“                                                |
| pw    | tw    | nw  | „ово, оно, ова, она“ (архаично)                            |
| pꜣ    | tꜣ    | nꜣ  | „ово, оно, ова, она“ (колоквијални рани и стари египатски) |

Такође постоје и упитне заменице (шта, ко, итд.), које имају доста сличности са семитским и берберским језицима.
| mı͗   | „ко? шта?“ | (зависно)             |
| ptr  | „ко? шта?“ | (независно)           |
| iḫ   | „шта?“     | (зависно)             |
| ı͗šst | „шта?“     | (независно)           |
| zı͗   | „које?“    | (зависно и независно) |

#### Глаголи
Граматичка морфологија египатског језика се може поделити на финитне и нефинитне облике. Финитни глаголи имају време граматичког лица/лексички аспекат, граматичко стање, и актив или пасив. Сваки је обележен афиксом који морфеме везује за глагол — проста конјугација је „sḏm.f“ (он чује). Нефинитни облици се јављају без субјекта и то су инфинитив, партицип и негативни инфинитив, који Гардинер у својој књизи Египатска граматика: Увод у студију хијероглифа назива негативни комплемент. Постоје два главна времена у египатском језику: прошло време, и временски неодређени имперфекатски аспект и аорист. Последња два су одређена синтаксичким контекстом.

#### Придеви
Придеви се слажу у граматичком роду и броју са именицом коју објашњавају, на пример: „s nfr“ (добар човек) и „st nfrt“ (добра жена).
Атрибутивни придеви који се користе у фразама налазе се после именице коју објашњавају, као на пример код синтагме „велики бог“ (nṯr ꜥꜣ). Међутим, када се користи независно, као предикат, у придевској реченици, као на пример „бог је велики“ (ꜥꜣ nṯr) (букв., „велики је бог“), придев претходи именици.

#### Предлози
Египатски предлози долазе испред именице.
| m   | „у, као, са, од“ |
| n   | „ка, за“         |
| r   | „ка, у, на“      |
| ı͗n  | „по“             |
| ḥnꜥ | „са“             |
| mı͗  | „као“            |
| ḥr  | „на“             |
| ḥꜣ  | „иза, око“       |
| ẖr  | „испод“          |
| tp  | „на“             |
| ḏr  | „од“             |

#### Прилози
Прилози су речи као што су „овде“ или „где“. У египатском, они се налазе на крају реченице, нпр.,
„zı͗.n nṯr ı͗m“ „Бог је отишао тамо“, „тамо“ (ı͗m) је прилог.
Неки египатски прилози:
| ꜥꜣ    | „овде“                          |
| ı͗m    | „тамо“                          |
| ṯnı͗   | „где“                           |
| zy-nw | „када“ (букв. „у ком тренутку“) |
| mı͗-ı͗ḫ | „како“ (букв. „као шта“)        |
| r-mı͗  | „зашто“ (букв. „за шта“)        |
| ḫnt   | „пре“                           |

### Синтакса
Класична основна египатска лингвистичка типологија је глагол-субјекат-објекат; ова формула је тачна за староегипатски и средњоегипатски. Међутим, ово се не односи на касније стадијуме како се језик развијао, као што су касни египатски, демоски египатски и коптски египатски. Еквивалент реченице „Човек отвара врата“ могло би да буде и „Отвара човек врата“ (wn s ꜥꜣ). Египатски користи конструктивни статус (карактеристичан за афро-азијске језике) да би комбиновао две или више именица да би изразили генитив, који је сличан семитским и берберским језицима. Ране фазе египатског језика нису имале одређене и неодређене чланове; касније варијанте су у ове сврхе користиле речи „pꜣ“, „tꜣ“ и „nꜣ“. Као и други афро-азијски језици, египатски користи два граматичка рода, мушки и женски, слично као арапски, Туарег и сомалијски језици. Такође користи и три граматичка броја, једнину, дуал и множину, иако постоји тенденција ка губљењу дуала као продуктивног облика каснијег египатског.

## Вокабулар
С обзиром да је египатска култура једна од оних на коју је утицала западна цивилизација, постоји пар речи египатског порекла чак и у енглеском. Чак и оне које су повезане са културом старог Египта се често преносе у грчком облику. Неки примери египатског који су преживели у енглеском су ebony (египатски ḥbny, слоновача, које је дошло кроз грчки, а затим кроз латински), ivory (египатски: abw / abu, буквално „слоновача; слон“), pharaoh (египатски pr-ꜥꜣ, букв. „велика кућа“; дошло кроз грчки), као и властита имена Phinehas Phinehas (египатски, pꜣ-nḥsy, коришћен као термин за нубијске странце) и Susan (египатски, sšn, букв. „цвет љиљана“; који је највероватније дошао прво из египатског у хебрејски, Shoshanah).

### Прегледи
- Лопријено, Антонио (1995). Ancient Egyptian: A Linguistic Introduction. Cambridge University Press. ISBN 978-0-521-44384-5.. (hbk).  978-0-521-44849-9.. (pbk)
- Пест, Карстен. Peust, Carsten (1999). Egyptian phonology : an introduction to the phonology of a dead language. Peust & Gutschmidt. ISBN 978-3-933043-02-3.. Peust & Gutschmidt. . PDF

### Граматике
- Џејмс П. Ален. Middle Egyptian: An Introduction to the Language and Culture of Hieroglyphs, прво издање. Middle Egyptian: An Introduction to the Language and Culture of Hieroglyphs. Cambridge University Press. 1999. ISBN 978-0-521-65312-1.. (hbk).  978-0-521-77483-3.. (pbk)
- Колијер, Марк, и Манли, Бил, Collier, Mark; Collier, Mark Anthony; Manley, Bill (1998). How to Read Egyptian Hieroglyphs : A Step-by-Step Guide to Teach Yourself. British Museum Press. ISBN 978-0-7141-1910-6.. British Museum Press.  and University of California Press.  978-0-520-21597-9., both in 1998.
- Сер Алан Х. Гардинер. Egyptian Grammar: Being an Introduction to the Study of Hieroglyphs, Griffith Institute, Oxford, треће издање. Gardiner, Alan Henderson (1957). Egyptian Grammar: Being an Introduction to the Study of Hieroglyphs. Griffith Institute, Ashmolean Museum. ISBN 978-0-900416-35-4..
- Хоч, Џејмс Е.. Hoch, James E. (1997). Middle Egyptian Grammar. Benben Publications. ISBN 978-0-920168-12-7.. Benben Publications, Mississauga. .

### Речници
- Erman, Adolf; Grapow, Hermann (1992). Das Wörterbuch der ägyptischen Sprache. Berlin. ISBN 978-3-05-002264-2.. Wiley-VCH Verlag GmbH. . (paperback).  978-3-05-002266-6.. (reference vols 1-5)
- Faulkner, Raymond Oliver (1962). A Concise Dictionary of Middle Egyptian. Oxford. ISBN 978-0-900416-32-3.. Griffith Institute. . (hardback)
- Lesko, Leonard H.; Lesko, Barbara S. (2004). A Dictionary of Late Egyptian (2nd изд.). B.C. Scribe Publications. ISBN 978-0-930548-14-8.. 2 Vols., B.C. Scribe Publications, Providence, 2002 et. . (vol.1).  978-0-930548-15-5. (vol. 2).
- Шенум, * English-Egyptian Index of Faulkner's Concise Dictionary of Middle Egyptian. Undena Publications. 1977. ISBN 978-0-89003-054-7..
- Bonnamy, Yvonne; Sadek, Ashraf Iskander (2010). Dictionnaire des Hiérogriphes. Actes Sud. ISBN 978-2-7427-8922-1.. Actes-sud:fr(www.actes-sud.fr), Arles. .

### Електронски речници
- Online Translator – преводи енглеске речи, реченице, и фразе на староегипатске хијероглифе.
- „The Beinlich Wordlist”. Архивирано из оригинала 13. 07. 2020. г. Приступљено 21. 07. 2013., електронски речник са опцијом претраживања староегипатских речи (преводи су на немачком)
- Thesaurus Linguae Aegyptiae, приступачан од октобра 2004, који се повезује са бројним египтолошким пројектима, укључујући и споменике Altägyptisches Wörterbuch берлинско-бранденбуршке академије (Brandenburg Academy of Sciences, Berlin, Germany).